# Tadeusz Koral
Tadeusz Koral ps. „Krzysztof” (ur. 8 lipca 1910 w Wilnie, zm. 2 października 2000 w Warszawie) – polski wojskowy w stopniu podpułkownika i działacz polityczny, wicewojewoda olsztyński (1945–1948), poseł na Sejm Ustawodawczy (1947–1952).

## Życiorys
Studiował prawo na Uniwersytecie Warszawskim oraz ekonomię i zagadnienia narodowościowe w Instytucie Badań Spraw Narodowościowych. Podczas studiów pracował w związkach zawodowych, był również związany z OM TUR i Związkiem Niezależnej Młodzieży Socjalistycznej. Od 1926 członek PPS, za poglądy jednolitofrontowe aresztowany.
W 1939 dostał się do niewoli niemieckiej w Prusach Wschodnich, z którego zwolniono go po roku. W czasie okupacji przebywał w Warszawie. 19 maja 1942 jako szef Wydziału Sabotażu Polskich Socjalistów przeprowadził zamach na prowadzone przez Niemców, ale należące do Polaków kasyno gry przy alei Szucha w Warszawie. Należał do RPPS oraz tworzonej przez nie „Barykady Wolności”. Kierował Wydziałem Sabotażu i Dywersji PPS. Pomagał Żydom znajdującym się w getcie warszawskim. Dokonał zamachów na kasyno gry przy al. Szucha 29, dom Gestapo w Alejach Ujazdowskich oraz siedzibę gubernatora Fischera. Aresztowany przez Niemców spędził kilka miesięcy na Pawiaku, później wywieziono go do obozów koncentracyjnych w GG i głębi Niemiec (Majdanek (nr obozowy 9824.0), Flossenbürg, Gross-Rosen, Dyhernfurth, Mauthausen, Austetten i Ebensee).
W 1945 wrócił do Polski, wchodząc w skład Rady Naczelnej PPS. W listopadzie 1945 uzyskał nominację na zastępcę pełnomocnika Rządu RP na Okręg Mazurski Jakuba Prawina. Od czerwca 1946 do lutego 1948 kierował Wojewódzkim Komitetem PPS. W 1947 uzyskał mandat posła na Sejm Ustawodawczy w okręgu Olsztyn. Zasiadał w Komisji Wojskowej. W 1948 został wykluczony z szeregów PPS za opór wobec zjednoczenia z PPR.
Pochowany na cmentarzu Stare Powązki w Warszawie (kwatera 244-2-11).

## Odznaczenia
- Order Krzyża Grunwaldu III klasy,
- Krzyż Srebrny Orderu Virtuti Militari,
- Krzyż Kawalerski Orderu Odrodzenia Polski (30 lipca 1946)[8],
- Krzyż Walecznych.